# Турда (Тулча)
Турда (рум. Turda) — село у повіті Тулча в Румунії. Входить до складу комуни Міхай-Браву.
Село розташоване на відстані 208 км на схід від Бухареста, 26 км на південний захід від Тулчі, 89 км на північ від Констанци, 68 км на південний схід від Галаца.

## Населення
За даними перепису населення 2002 року у селі проживали 1260 осіб, з них 1257 осіб (99,8%) румунів. Рідною мовою 1258 осіб (99,8%) назвали румунську.